# Mark 77

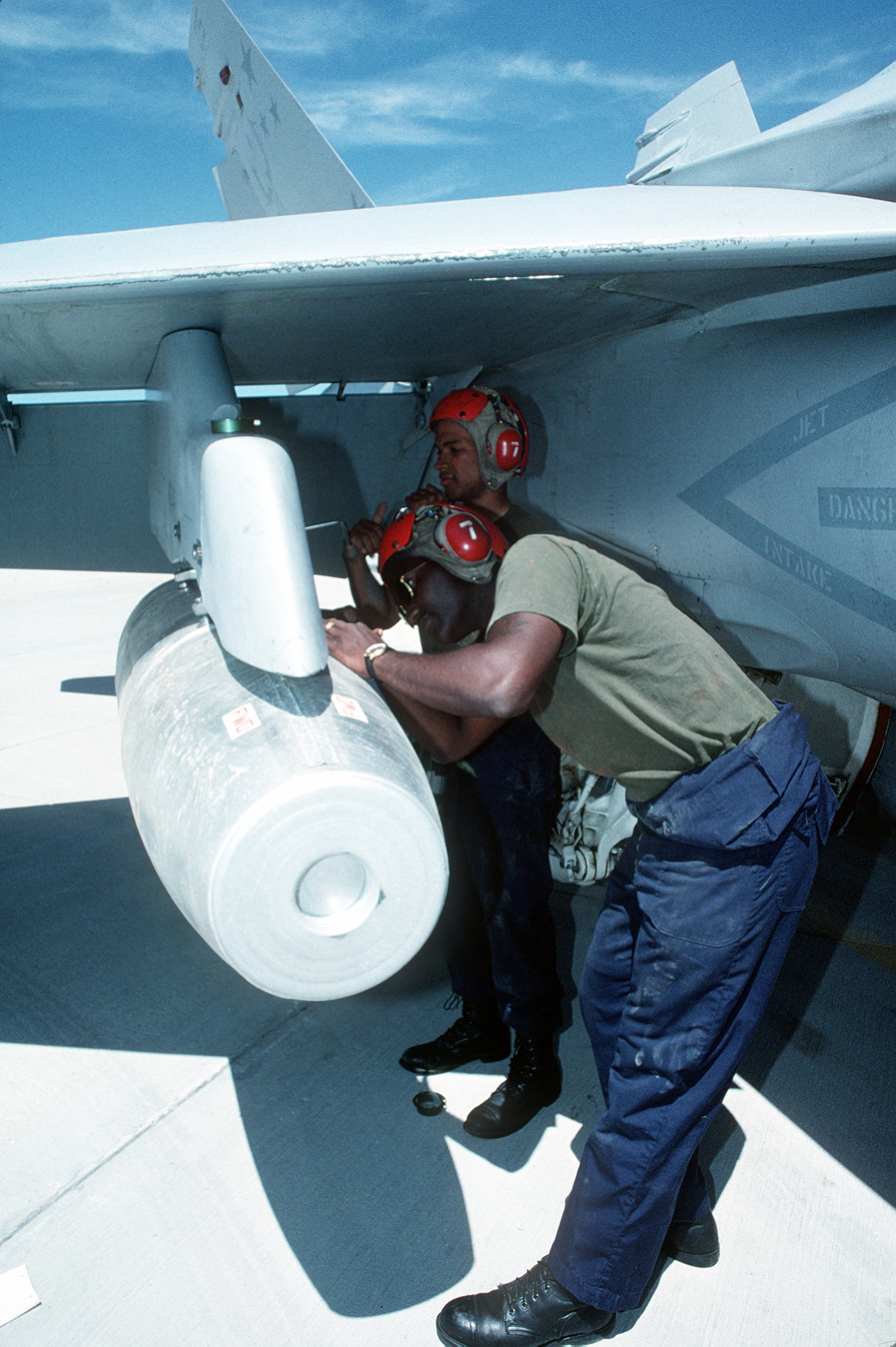
MK77 montada en un FA-18.

Las bombas Mark 77, abreviadas Mk 77, de 340 kg, evolucionaron a partir de las bombas de napalm usadas en Vietnam y Corea, contienen 415 L de combustible para avión jet; es 
queroseno y poliestireno por lo que, al igual que el napalm, este agente forma una gelatina que se pega a las estructuras y a los cuerpos de las víctimas. El compuesto está contenido en el interior de bombas de aluminio muy ligeras que carecen de aletas estabilizadoras, por lo que son armas muy imprecisas al ser lanzadas contra blancos específicos.
- Datos: Q1789860